# Ляшенко, Иван Иванович
Иван Иванович Ляшенко (9 августа 1899, с. Носовка, Нежинский уезд, Черниговская губерния, Российская империя — 4 сентября 1939, Новосибирск, РСФСР, СССР) — общественный и партийный деятель, журналист, редактор газеты «Советская Сибирь» (1930—1935).

## Биография
Родился 9 августа 1899 года в селе Носовка Черниговской губернии. В 1917 году окончил Конотопскую гимназию; в марте этого года примкнул к РСДРП. В рабочем клубе железнодорожников трудился библиотекарем. После октября 1917 года пришёл работать в редакцию «Известий Конотопского ревкома». Проходил службу в Красной гвардии.
Весной 1918 года с прибытием немцев находился в Киеве на нелегальном положении, занимаясь частным преподаванием; также жил безработным в родной Носовке. После возвращения Красной армии был до мая 1919 года сотрудником уездного отдела народного образования, позднее — секретарём железнодорожного райкома Конотопа. По линии партии командирован как член ревкома и секретарь уездного комитета РКП(б) в Борзню Черниговской губернии. Осенью 1919 года на рубеже противостояния силам Деникина возглавлял политотдел при железнодорожной станции Малоярославец.
С 1921 по 1923 год поочерёдно занимал должности заведующего агитпропотделом Калужского губкома РКП(б), секретаря уездного большевистского комитета на освобожденных территориях украинского юга (Тирасполь) и заведующего орготделом Одесского губкома РКП(б). Был делегатом на XI и XII партийных съездах.
В 1923 году отправлен Центральным комитетом РКП(б) в Сибирь, трудился в Иркутском губернском комитете РКП(б) заведующим агитпропотделом; на эту же должность был назначен в 1925 году в Красноярском окружкоме ВКП(б).
С 1927 года работал в Новосибирске, где возглавлял подотдел пропаганды агитпропотдела Сибкрайкома ВКП(б). В 1928—1929 годах пребывал в Омске — секретарь Омского горрайкома ВКП(б).
С возвращением в декабре 1929 года в Новосибирск утверждён заместителем заведующего агитпропом крайкома ВКП(б).
С декабря 1930 по март 1935 года работал редактором «Советской Сибири». Деятельность на посту руководителя газеты представляла собой крайне изнурительный труд и ненормированный график. По утверждению его коллег, он приступал к работе в 10 часов утра и завершал её только к двум часам ночи. В 1930–1935 годах периодическое издание организовало наибольшее за всё время своего существования число выездных редакций на важнейшие объекты (Сибкомбайн, Кузнецкстрой, поездки в совхозы, на железную дорогу, МТС и др.), а также социалистических соревнований рабочих коллективов и прочих трудовых инициатив. В этот же период при газете набирало обороты массовое движение селькоров и рабкоров, а в декабре 1931 года Ляшенко инициироровал и организовал Западно-Сибирский краевой слёт рабселькоров.
Многие материалы, которые редактор публиковал «под свою ответственность», вызывали недовольство цензурных органов. Тем не менее партийная верхушка видела в нём беспрекословного исполнителя распоряжений бюро и лично Р. И. Эйхе, занимавшего на тот момент пост первого секретаря крайкома ВКП(б).
В марте 1935 года его назначили заведующим отделом руководящих партийных органов Западно-Сибирского крайкома ВКП(б).
15 февраля 1938 года в ходе заседания бюро крайкома Ляшенко был арестован, после чего репрессирован и впоследствии расстрелян.